# ウェザーニュースLiVE・ムーン
『SOLiVE ムーン』（ソライブ ムーン）は、ウェザーニューズが2009年4月27日から生放送している気象情報番組である。 番組運営リニューアルに伴い2018年4月16日より『ウェザーニュースLiVE・ムーン』（ウェザーニュースライブ・ムーン）と番組タイトルが変更された。

## 概要
ウェザーニューズの24時間動画生放送「ウェザーニュースLiVE」で配信の気象情報番組。インターネット配信のほか、BSデジタル放送（独立データ放送）910ch「ウェザーニュース」でも視聴できる。千葉県千葉市美浜区の幕張テクノガーデンB館2階にある、ウェザーニューズ・グローバルセンターの「ソラスタ」から生放送。
異常気象や地震発生時（WNI分析で推定最大震度が3以上、もしくは不明の場合）は番組を中断し、幕張テクノガーデンB館23階にあるウェザーニューズ・グローバル予報センター（通称：予報センター）から最新情報を伝える。
番組開始時は、全曜日が2 - 3人の現役女子大生キャスターによる進行というコンセプトであったが、2009年10月5日の番組改編により、毎日の放送に拡大し、放送時間は2時間に縮小。さらに、キャスターは女子大生には限らず、毎日1人での進行となった。
2010年4月5日からの「SOLiVE24」春の改編に伴い、番組名が「SOLiVEムーン」となり、放送時刻においては20時 - 23時と放送時間が改編前より1時間遅くなったが、3時間に復帰となった。
2010年11月15日の放送分から、オープニングで流れるアニメーションと同時に流れるジングルが一新。タイトル表示は、青緑カラーのグラデーション文字表記に加え、左側の四角枠内に三日月と2つの星を描いたデザインとなった。また、ジングルはこれまで流れたムーンのOP曲よりもさらにリズミカルでテクノホップ系の曲調を用いたタイプ（曲名は「カラフル・テクノ」）へ変更され、より明るいイメージをもつものとなった。
2011年1月2日の放送分から、下段スクロール表示のリニューアルが行われ、右端に「SOLiVE24」と番組名の交互表示が開始された。当番組の文字カラー表示は黄色である。
2011年2月7日からの「SOLiVE24」番組改編に伴うリニューアルも実施。天気関連のコーナー復活があったものの、キャスターはこれまでと同様で変更されなかった。ただし、2月14日の放送分から一部に出演担当日の入れ替えが行われている。その後、3月11日に発生した東日本大震災で大半のコーナーが取り止めとなったものの、2011年7月現在は一部を除き元のスタイルへ戻った。
2011年6月28日、キャスターの有川雅子が降板（翌々日の6月30日にキャスターを卒業）。7月4日から山田泰葉が担当。
2012年1月9日の「SOLiVE24」番組改編に伴い、当番組もリニューアルされた。なお、出演キャスターならびに出演曜日は、1月8日以前の放送分と同様で変更無し。
2012年9月24日実施の「SOLiVE24」番組改編に伴い、コーナーのリニューアルと放送時間を19時 - 22時へ変更。また、山田に代わって澤田南が新たに当番組担当へ加入すると同時に、オープニングアニメーションシーンとジングルも一新された。なお、タイトル表示のデザイン・下段部スクロール表示の文字カラー表示は、改編後もそのまま残されている。
2013年11月25日の「SOLiVE24」番組改編に伴い、当番組もリニューアルが行われた。
2014年4月7日の「SOLiVE24」番組改編に伴い、放送時間が20時 - 23時に変更。同時にリニューアルが行われた。
2016年4月4日の「SOLiVE24」番組改編に伴い、当番組もリニューアルが行われた。
2017年11月1日の「SOLiVE24」番組改編に伴い、放送時間が21時 - 24時に変更。
2018年4月16日の番組改編に伴い、大幅なリニューアルが実施。放送時間が20時 - 23時に変更され、ウェザーニューズ・グローバルセンター内スタジオ「ソラスタ」より、ウェザーニュース予報センター内の特設スタジオに移行された。番組後半からはウェザーニューズ・グローバルセンター内スタジオ「ソラスタ」から放送している。
2019年7月8日のリニューアルからは、予報センター内スタジオからの放送になる。
2019年7月8日からのリニューアルからは、『ウェザーロイドの時間』放送の影響で木曜日の放送は20時 - 22時までとなる。
2021年3月29日から本番組内で『ダイキン空気予報』（提供:ダイキン工業）の配信を開始。このコーナーのみ、インターネットテレビサービス「ABEMA」でも同時配信される。

## 出演者

### キャスター
※ 出演キャスターは変動の場合がある。
※ 2025年4月現在の主な出演キャスター
- 山岸愛梨
- 松雪彩花
- 白井ゆかり
- 駒木結衣
- 戸北美月
- 岡本結子リサ
- 小林李衣奈
- 福吉貴文
- 青原桃香
- 小川千奈

※ 2017年10月31日まで
- （月曜日）江川清音・森田清輝（ソラヨミ）
- （火曜日）日替わり（季節）
- （水曜日）眞家泉（ワークショップ）
- （木曜日）松雪彩花・宇野沢達也（減災）
- （金曜日）山岸愛梨（☆＆宇宙）
- （土曜日）山岸愛梨（ガチ天）
- （日曜日）山岸愛梨（プロジェクトicon）

※ 2016年4月3日まで
- （月曜日）江川清音・森田清輝（ソラヨミ）
- （火曜日）木島由利香2016年2月23日まで・宇野沢達也（減災）
- （水曜日）眞家泉・山岸愛梨（宇宙、持込み企画）
- （木曜日）眞家泉・シェアー（ソラウタ）
- （金曜日）山岸愛梨 ゲスト（星空）
- （土曜日）山岸愛梨（ガチ天）
- （日曜日）山岸愛梨（ガチ天）

### 気象予報士
- 宇野沢達也
- 内藤邦裕
- 森田清輝
- 芳野達郎
- 山口剛央
- 本田竜也
- 飯島栄一

### 気象予報士兼過去の出演者
- 村上ひかる
- 須山洋治
- 安部大介
- 大澤慎吾
- 園田憲治
- 永井友理
- 山下裕也
- 原田健成
- 草田あゆみ
- 喜田勝

- 浜俊一
- 坂本晃平
- 町田修一
- 森口哲夫
- 小津慎吾
- 小池由高
- 柳博
- 石河大
- 川畑玲

### キャスター不在時の代理
2010年度以降の分を掲載。

### キャスター(2009年秋改編以前)
※いずれも2009年4月27日 - 10月2日
- レギュラーメンバー
  - 小野英美（月-水・金曜）
  - 井上すみれ（月・水-金曜）
  - 椎名桃子（月・火・木・金曜）

※2009年8月24日から、椎名が「ソラマド トワイライト」で代演のため、金曜のみ出演。9月中の月 - 木曜は、小野・井上と曜日別レギュラーでの変則シフト出演となっていたが、小野が「ものもらいと喉の不調」（本人ブログ記述より）のため、9月25日 - 29日まで休演。28日の当番組は井上が一人で出演（20時台のみチェイが参加）し、番組開始以来初めての単独キャストとなった。29日は全レギュラーメンバーが出演せず、有川雅子・ジオン・チェイでの放送となった。
- 曜日別レギュラー
- 應潔（YING Chieh、チェイ。</--火・水曜--/>）
- 李芝妍（LEEJeeYoun、ジオン。</--火・木曜--/>）
  - 有川雅子（火曜21時台、-2009年7月14日、8月11日、9月29日）
- 石田紗英子（木曜21時台、2009年4月30日 - 2009年7月16日）

※火曜日は、小野・ジオン・チェイによる、グローバルMOONとして、パソコン向け番組閲覧ソフト「ソラマド」のチャット機能である『SORA CHAT』では、日本語はもちろん、ジオンの母国語である韓国語や、チェイの母国語である台湾語も飛び交うことがあった。チャットに記載された内容の一部は、番組内でテロップ表示される。

### キャスター(2009年秋改編以降)
- 井上すみれ（月曜[注釈 15]）
- 西川里美（火・日曜、2009年10月5日 - 2010年3月30日）
- 田中みのり（水・金曜、2009年11月11日 - 2010年4月2日[注釈 16]）
- 小野英美 （水曜、2010年2月14日まで）
- 有川雅子（金曜[注釈 17]）
- 山岸愛梨（土曜）

### 気象予報士
- 内藤邦裕（隔週金曜、予報センターから、2009年4月27日 - 10月2日）
- 安部大介（木曜20時台、ソラスタから、2009年4月27日 - 10月2日）
- 大塚靖子（随時、ソラスタから）
- 田口裕美（随時、ソラスタから）
- 原田健成（日-木曜、予報センターから[注釈 18]）
- 本田竜也（金・土曜、予報センターから）

### キャスター不在時の代理
井上の代理
- 2009年10月18日・12月28日 : 予報センター今田佐和子予報士（代演理由についての説明は無し）
- 2010年1月17日 - 2月7日の日曜 : 西川里美（井上が「SOLiVE Evening」「SOLiVE Night」を担当をしたため代演）

小野の代理
- 2009年11月11日 : 田中みのり（小野が「ソラマド サンシャイン」を代演したため、2009年は12月30日まで[注釈 19]）
- 2010年1月13日、27日 - : 田中みのり（小野本人の出演事情等の理由）
- 2010年1月20日 : 井上すみれ（同上）
  - なお、2010年1月6日は小野が2009年11月4日以来2ヶ月ぶりに担当（出演）した。

西川の代理
- 2010年2月2日 : 田中みのり（堀田の冬休みを埋めるために「ソラマド サンシャイン」に出代演している椎名の代わりに「ソラマド サンセット」を代演したため）

山岸の代理
- 2009年11月21日 : 堀田奈津水（ツインリンクもてぎにて開催された「とちぎ熱気球インターナショナルチャンピオンシップ」の現地生中継を担当したため[注釈 19]）
- 2010年2月6日 : 田中みのり（代演理由は不明）

## 放送時間の変遷
| 期間                          | 放送時間                    |
| ----------------------------- | --------------------------- |
| 2009年4月27日 - 2009年10月2日 | 月曜日-金曜日 19:00 - 22:00 |
| 2009年10月5日 - 2010年4月4日  | 月曜日-日曜日 19:00 - 21:00 |
| 2010年4月5日 - 2012年9月23日  | 月曜日-日曜日 20:00 - 23:00 |
| 2012年9月24日 - 2014年4月6日  | 月曜日-日曜日 19:00 - 22:00 |
| 2014年4月7日 - 2017年10月31日 | 月曜日-日曜日 20:00 - 23:00 |
| 2017年11月1日 - 2018年4月15日 | 月曜日-日曜日 21:00 - 0:00  |
| 2018年4月16日 -               | 月曜日-日曜日 20:00 - 23:00 |

### 放送時間に関する備考
- 2010年6月26日は、部分月食中継企画を編成するため、19時 - 23時までの拡大・繰り上げスタートとなった。
- 2010年9月13日は、関東南部を中心に秋雨前線の発達による落雷と豪雨が発生し、21時12分頃からM2体制に切り替え、最新大雨情報として21時30分以降のコーナーを休止して放送を行った。また、本来23時の終了予定を1時間繰り下げた[注釈 20]。
- 2010年10月4日は、22時28頃に沖縄県宮古島近海を震源とする最大震度4の地震観測と同時に津波注意報が発表されたため、22時30分頃からM3[注釈 21]体制に切り替え最新津波情報として同時間帯以降のコーナーを休止して放送し、23時終了予定を約30分繰り下げた[注釈 22]。
- 2010年10月7日は、2010年のゲリラ雷雨を振り返る特別番組の放送を編成するため、同番組は事実上前半の第1部（20時 - 21時）と後半の第2部（22時 - 23時）に分けて放送を行い、21時 - 22時に特別番組を放送した[注釈 23]。
- 2010年12月31日は、年越し特別番組『Weathernews 10大ニュース』を20時 - 2011年1月1日0時30分に放送した為、当番組は休止となった[注釈 24]。
- 2011年1月1日は、通常の時間にて、『SOLiVE ムーン The パーティー』の放送を行った[注釈 25][注釈 26]。
- 2011年2月14日は、関東・東海・西日本エリアで大雪に伴う生活への影響が懸念されることから、前枠の「SOLiVE イブニング」のM3体制を引き継ぎ、予定のコーナーを全て取りやめた上で放送された。
- 2011年2月27日は、21時 - 21時30分にグローバル・予報センター花粉担当の小津慎吾を迎え、緊急特別番組『花粉LiVE』を放送した[注釈 27]。
- 2011年3月4日は、2011年の「第1回花粉症調査」結果が発表されたことに伴い[9]、20時 - 21時に緊急特別番組『花粉LiVE』の放送を行った[注釈 28][10]。その為当番組は、21時 - 23時の短縮放送となった[注釈 29]。
- 2011年3月11日、この前週の3月4日同様に、特別番組（〜花粉調査を徹底解説〜）『花粉LiVE』を20時 - 21時に放送予定であったが、同日14時46分頃に発生した、三陸沖を震源とする『東北地方太平洋沖地震[注釈 30]』に伴う速報体制を地震発生時より継続の為、当番組も含め、特別番組は延期となった[注釈 31]。
  - 本震発生翌日の同年3月12日以降も上記の特別体制を継続。
    - 同年3月16日18時、前枠番組の『SOLiVEイブニング』より、本震発生後よりM3での体制をとっていたが、余震も懸念されている中、落ち着きを取り戻しつつある為、M2（注意）体制へと降格。なお、今回の大地震を影響を考慮し『東日本大震災 特別番組』と称し、本震発生以降より放送を行っており、通常の編成（コーナー）は取りやめている[注釈 32]。
    - その後同年3月23日18時、M1に降格。なお、余震が発生する事から、降格後から数日は通常のコーナー・編成を取りやめていた[注釈 33]。なお、4月19日火曜日の放送分から一部コーナーを除き震災前に行われていた日替わりコーナーも含めて通常編成へ戻り、現在へ至る。
- 2011年4月18日は、2011年の「第2回花粉症調査」結果が発表されたことに伴い、20時 - 21時に特別番組『花粉LiVE』の放送を行った[注釈 34]。この為、当番組は21時 - 23時の短縮放送となった。
  - 同様に5月20日も「第3回花粉症調査」結果発表に合わせ、20時 - 21時に特別番組『花粉LiVE』の放送を実施[注釈 35]。この為、当番組は21時 - 23時の短縮放送となった。
- 2011年7月4日から、6月いっぱいで有川が同番組を降板ならびにキャスターを卒業したことに伴い、代わって山田泰葉が月曜日・火曜日の同番組担当キャスターとして新たに加入した。なお、山岸の所定出演担当日はそのままで変更は無し。
- 2011年7月19日は、台風6号接近に伴い前枠の「SOLiVE イブニング」のM3体制を引き継ぎ、予定のコーナーを全て取りやめた上で放送された。
  - 2011年7月29日は、新潟県・福島県会津地方を襲った大雨の影響で、前番組「SOLiVE イブニング」のM2体制を引き継いで放送し、21時30分より特番体制として19日と同様の内容で放送された。
- 2011年8月27日は、前番組『SOLiVE イブニング』から継続して、隅田川花火大会の開催に合わせ現地からの中継を20時台前半枠内に実施した[注釈 36]。
- 2011年9月2日は、四国・近畿地方を中心とした西日本エリアで台風12号が接近したことに伴い、21時59分頃からM3体制に切り替え、最新台風・気象情報として同時間帯以降のコーナーを全て取りやめた上で放送された。
  - 翌日3日も台風12号の影響により、沖縄県を含めた九州の一部や北日本・東日本の一部を除く地域で生活などに影響が生じたことから、前番組「SOLiVE イブニング」のM3体制を継続し、最新台風・気象情報（交通情報も含む）を交えながら7月19日と同様の内容で放送された。
- 2011年9月10日は、「会える天気予報 SOLiVE24 公開生放送」と題して、東京都港区芝にある日本生命赤羽橋ビル1階のCポート1号店から放送された[11][注釈 37]。
- 2011年9月21日は、台風15号の接近に伴い同月3日と同様な内容で放送された。
- 2011年12月22日は、東京都港区六本木にあるニコファーレにて『ソラトモパーティー2011』が開催されたため、当番組は21時30分 - 23時までの短縮放送となった。
- 2011年12月31日は、年越し特別番組『Weathernews 10大ニュース』を20時 - 23時に放送した為、当番組は休止となった。
- 2012年1月1日は、通常の時間にて『SOLiVE ムーン The Party』の放送を行った[注釈 38]。
- 2012年3月30日は、担当の山岸が諸事情のため、通常より30分短縮の20時30分 - 23時で放送された。
- 2012年4月3日は、日本海にあった爆弾低気圧の暴風などの影響で、北日本・西日本・東日本含めた地域で、生活に影響が出る恐れがあるとして、前番組「SOLiVE イブニング」のM3体制を引き継ぎ、予定していたコーナーを全部休止した上で放送。(22時30分にM2体制へ降格)
- 2012年4月14日は、最大震度2の地震が2回発生したため、予報センターからの最新情報を入れたため5分遅れの20：05〜からの放送
- 2012年4月27日は、SOLiVE24放送開始3周年を記念し、一部番組内容を変更して放送された。
- 2012年6月4日は、部分月食中継企画を編成するため、19時 - 23時までの拡大・繰り上げスタートとなった。
- 2012年6月13日は、東京都文京区にある椿山荘から「ほたるの夕べ」の中継を行なった為、一部コーナー(「ウェザーニュースupdate」・日替わりコーナー「めざせ！！ソラフォトマスター」)を休止した。
- 2012年6月19日は、台風4号が接近・上陸のため、前番組『SOLiVE イブニング』のM3体制を引き継ぎ、予定していたコーナーを全休止の上で放送された[注釈 39]。
- 2012年7月8日は、21時台に「ツユオトクイズ大会」を実施したため、一部コーナーを休止した。
- 2012年8月5日は、幕張海浜公園で行われた『幕張ビーチ花火フェスタ』の中継を、前番組『SOLiVE イブニング』から継続して20時台前半の一部を放送した。
- 2012年8月12日は、『SOLiVE スター』ペルセウス座流星群特別番組放送のため、当番組は休止となった。
- 2012年9月30日は、台風17号の接近のため、前番組『SOLiVE サンセット』からのM3体制を引き継ぎ、Hangout中継を中心に通常コーナーを全休止の上で放送された。
- 2012年10月6日は、『SOLiVE サタデー』放送のため、20時 - 22時の2時間に短縮。
- 2012年10月21日は、『SOLiVE スター』オリオン座流星群特別番組を放送するため、19時 - 21時の2時間に短縮。
- 2012年12月7日は、17時18頃に発生した地震及び津波警報・津波注意報発表の影響により、『SOLiVE サンセット』のM3体制を引き継ぎ、予定していたコーナーは全休止となった[注釈 40]。（19時20に津波警報・注意報は全て解除、19時57以降は通常体制に戻ったものの、引き続き地震中心の番組内容で放送された。）
- 2012年12月31日は、『2012年末特番 2012年 最後まで思う存分繋がり納めスペシャル 第1部』を当番組と同じ時間枠で放送したため、休止した[注釈 41]。
- 2013年1月1日は、通常の時間にて『SOLiVE ムーン The Party』の放送を行なった[注釈 42]。
- 2013年1月17日は、『SOLiVE 減災特番 〜阪神・淡路大震災から学ぶ日 2013〜』を放送したため、当番組は放送休止となった[注釈 43]。
- 2013年3月13日は、21時 - 22時に『減災を語る』を編成したため、19時 - 21時の2時間短縮版で放送された[注釈 44]。
- 2013年4月27日と4月28日は、SOLiVE24放送開始4周年を記念し、過去に同番組で行なった懐かしいコーナーの一部を復活させるなど、内容を若干変更して放送された。
- 2014年12月31日は、18時 - 24時15分に「年末特番時 ~2014年最後まで思う存分繋がり納めスペシャル」放送のため通常放送を休止。
- 2015年12月24日は、SOLiVEクリスマスプレゼント大抽選会を行っため通常放送を中止。
- 2015年12月31日は、2015年まるっと1年振り返りスペシャルのため、通常放送を中止。
- 2016年1月1日は、通常の時間にて『SOLiVE ムーンプロジェクトicon The Party』の放送を行った。

## コーナー
（2019年7月現在）※コーナーの内容は、担当キャスター変更及び天気の状況次第等により、予告無しで変更される場合がある。当番組では、放送開始から幾度の改編を含め、新コーナーの新設・終了が他の番組よりも多い。
20時台
- オープニング・今日のラインナップ
- 最新気象解説with予報センター
- フォーカストピックス
- ソラミッションチェック
- 今日の振り返りアンケート

21時台
- - 天気変動プレイバック
  - 週間天気解説

22時台
- 特集ウェザーニュースLiVE
- ピックアップムービー
- 予報Feedback
- 最新気象解説with予報センター

## BGM
- 2009年4月 - 2010年4月 : ピョートル・チャイコフスキー『ピアノ協奏曲第1番変ロ短調作品23 第1楽章』
- 2010年4月 - 同年11月 : ショパン『夜想曲第2番』
- 2010年11月 - 現在 : テクラ・バダジェフスカ『乙女の祈り』

## ゲスト
| 放送日         | ゲスト                                           | 特記事項 |
| -------------- | ------------------------------------------------ | --- |
| 2012年3月1日   | 中嶋ユキノ                                       | |
| 2012年6月8日   | 見田村千晴                                       | |
| 2012年6月15日  | 見田村千晴                                       | |
| 2012年8月1日   | 拝郷メイコ                                       | |
| 2012年10月29日 | アイドルカレッジ                                 | |
| 2012年11月5日  | アイドルカレッジ                                 | |
| 2013年2月24日  | 見田村千晴                                       | |
| 2014年5月28日  | 林沙織                                           | |
| 2015年3月13日  | よしづきくみち                                   | |
| 2015年11月11日 | シェアー                                         | |
| 2016年3月17日  | フラッシュ金子・シュークリームシュ(MINAKO・MARI) | |
| 2016年5月11日  | DEPAPEPE                                         | |
| 2016年6月9日   | DEPAPEPE                                         | |
| 2016年9月9日   | 中嶋ユキノ                                       | |
| 2016年10月25日 | シェアー                                         | |
| 2017年3月22日  | 見田村千晴                                       | |
| 2017年5月18日  | 小沢かな                                         | |
| 2017年8月23日  | 中嶋ユキノ                                       | |
| 2017年10月5日  | 見田村千晴                                       | |
| 2019年2月6日   | 若(WAKA)                                         | 映画「闇の歯車」の告知出演。 |
| 2021年1月29日  | ももいろクローバーZ                              | ももいろクローバーZのシングル「月色Chainon」とタイアップした「満月特別番組 ももクロと満月を見ようZ」（21:00 - 22:00、MC:山岸愛梨、気象予報士:宇野沢達也） として放送。ももいろクローバーZのメンバーはZoomでリモート出演した。権利関係の都合上、アーカイブ配信は行われていない。 |

## 備考
- 『ソラマド ムーン』時代の2009年11月30日の放送は東京都江東区青海のパレットタウン内にある、Zepp Tokyoにて「ソラトモパーティー2009」の生中継が放送され、通常とは異なる形で放送した[注釈 65]。2010年のソラトモパーティーは、同年12月19日に実施され、SOLiVE イブニングの枠（18時-20時）にて生中継された。
- 2011年9月1日から始まった『減災Week』に関連して、同番組では交通気象センターから1名をソラスタに招聘し、東日本大震災発生時の状況などを語る形式がとられている。初日の1日は上島光雄を迎えて、同大震災発生時の交通状況についてウェザーリポートを使用、また帰宅困難者の移動について語った[注釈 66]。
  - 4日の日曜は、通常21時台前半に『みんなの通勤』を送るが、上島光雄を迎えて台風12号の影響による交通状況の振り返りを行った。
  - 5日は渡部一真を迎え、東日本大震災発生後における東北地方の被害状況と車の移動などについて語った。
  - 6日は正岡慶子を迎え、ウェザーリポートを通じて帰宅困難の状況などを語った。
  - 7日は三浦英和を迎え、同日実施した「帰宅困難者訓練」の振り返りを行った。
  - 8日は正岡慶子を迎え、震災時における首都高速道路の対策を首都高速道路株式会社保全・交通部保全企画グループ高野正克に取材した様子を交えながら放送された。